# Massimiliano Emanuele di Baviera
Massimiliano Emanuele di Wittelsbach (Monaco di Baviera, 7 dicembre 1849 – Feldafing, 12 giugno 1893) fu Duca in Baviera, membro del casato dei Wittelsbach.

## Biografia
Era l'ultimo figlio della Principessa Ludovica di Baviera e del Duca Massimiliano in Baviera, fratello minore di Elisabetta, imperatrice d'Austria, e di Maria Sofia, ultima regina delle Due Sicilie.

### Infanzia
Visse insieme ai fratelli un'infanzia di notevole libertà. Molto atteso era per i bambini il ritorno a Possenhofen, dimora estiva della famiglia. Da adulti il legame con quel luogo fatto di giardini, lago e boschi si mantenne sempre fortissimo.

### Matrimonio
Massimiliano si innamorò della Principessa Amalia di Sassonia-Coburgo-Kohary, figlia di Augusto di Sassonia-Coburgo-Kohary e di Clementina d'Orléans. La principessa era però fidanzata con il principe bavarese Leopoldo. Di Leopoldo, a sua volta, era innamorata l'arciduchessa Gisella d'Asburgo-Lorena, figlia di Francesco Giuseppe d'Austria e di Elisabetta.
Fu l'imperatrice a risolvere il problema cosicché, poco tempo dopo, riuscì a far fidanzare Gisella con Leopoldo e Massimiliano con Amalia. Tenne molto poi a organizzare il matrimonio di Massimiliano.
Il matrimonio fu felice ma Massimiliano morì nel 1893 a soli 42 anni. Amalia lo pianse molto e lo seguì nella tomba un anno dopo.

## Discendenza
La coppia ebbe tre figli:
- Sigfrido Augusto Massimiliano Maria (1876 – 1952);
- Cristoforo Giuseppe Clemente Maria (1879 – 1963), che nel 1924 sposò Anna Sibig (1874 – 1958);
- Leopoldo Emanuele Ludovico Maria (1890 – 1973).

## Ascendenza
|                                  |                                            |                                          | Genitori                                                   |  |  | Nonni |  |  | Bisnonni             |  |  | Trisnonni                         |  |
|                                  |                                            |                                          |                                                            |  |  |       |  |  | Guglielmo in Baviera |  |  | Giovanni di Birkenfeld-Gelnhausen |  |
|                                  |                                            |                                          |                                                            |  |  |       |  |  | Guglielmo in Baviera |  |  | Giovanni di Birkenfeld-Gelnhausen |  |
|                                  |                                            | Sofia Carlotta di Salm-Dhaun             |                                                            |  |  |       |  |  | Guglielmo in Baviera |  |  |                                   |  |
| Pio Augusto in Baviera           |                                            |                                          |                                                            |  |  |       |  |  | Guglielmo in Baviera |  |  |                                   |  |
|                                  |                                            | Maria Anna di Zweibrücken-Birkenfeld     | Federico Michele di Zweibrücken-Birkenfeld                 |  |  |       |  |  |                      |  |  |                                   |  |
|                                  |                                            | Maria Anna di Zweibrücken-Birkenfeld     | Federico Michele di Zweibrücken-Birkenfeld                 |  |  |       |  |  |                      |  |  |                                   |  |
|                                  |                                            | Maria Anna di Zweibrücken-Birkenfeld     | Maria Francesca del Palatinato-Sulzbach                    |  |  |       |  |  |                      |  |  |                                   |  |
| Massimiliano Giuseppe in Baviera |                                            | Maria Anna di Zweibrücken-Birkenfeld     |                                                            |  |  |       |  |  |                      |  |  |                                   |  |
|                                  |                                            | Luigi Maria di Arenberg                  | Carlo Maria Raimondo d'Arenberg                            |  |  |       |  |  |                      |  |  |                                   |  |
|                                  |                                            | Luigi Maria di Arenberg                  | Carlo Maria Raimondo d'Arenberg                            |  |  |       |  |  |                      |  |  |                                   |  |
|                                  |                                            | Luigi Maria di Arenberg                  | Louise Margarete de la Marck-Schleiden, Contessa di Vardes |  |  |       |  |  |                      |  |  |                                   |  |
| Amalia Luisa di Arenberg         |                                            | Luigi Maria di Arenberg                  |                                                            |  |  |       |  |  |                      |  |  |                                   |  |
|                                  |                                            | Marie Adélaïde Julie de Mailly           | Louis Joseph de Mailly, Marchese of Nesle                  |  |  |       |  |  |                      |  |  |                                   |  |
|                                  |                                            | Marie Adélaïde Julie de Mailly           | Louis Joseph de Mailly, Marchese of Nesle                  |  |  |       |  |  |                      |  |  |                                   |  |
|                                  |                                            | Marie Adélaïde Julie de Mailly           | Adélaïde Julie d'Hautefort                                 |  |  |       |  |  |                      |  |  |                                   |  |
| Massimiliano Emanuele di Baviera |                                            | Marie Adélaïde Julie de Mailly           |                                                            |  |  |       |  |  |                      |  |  |                                   |  |
|                                  | Federico Michele di Zweibrücken-Birkenfeld | Cristiano III del Palatinato-Zweibrücken |                                                            |  |  |       |  |  |                      |  |  |                                   |  |
|                                  | Federico Michele di Zweibrücken-Birkenfeld | Cristiano III del Palatinato-Zweibrücken |                                                            |  |  |       |  |  |                      |  |  |                                   |  |
|                                  | Federico Michele di Zweibrücken-Birkenfeld | Carolina di Nassau-Saarbrücken           |                                                            |  |  |       |  |  |                      |  |  |                                   |  |
| Massimiliano I di Baviera        | Federico Michele di Zweibrücken-Birkenfeld |                                          |                                                            |  |  |       |  |  |                      |  |  |                                   |  |
|                                  |                                            | Maria Francesca di Sulzbach              | Giuseppe Carlo del Palatinato-Sulzbach                     |  |  |       |  |  |                      |  |  |                                   |  |
|                                  |                                            | Maria Francesca di Sulzbach              | Giuseppe Carlo del Palatinato-Sulzbach                     |  |  |       |  |  |                      |  |  |                                   |  |
|                                  |                                            | Maria Francesca di Sulzbach              | Elisabetta Augusta Sofia del Palatinato-Neuburg            |  |  |       |  |  |                      |  |  |                                   |  |
| Ludovica di Baviera              |                                            | Maria Francesca di Sulzbach              |                                                            |  |  |       |  |  |                      |  |  |                                   |  |
|                                  |                                            | Carlo Luigi di Baden                     | Carlo Federico di Baden                                    |  |  |       |  |  |                      |  |  |                                   |  |
|                                  |                                            | Carlo Luigi di Baden                     | Carlo Federico di Baden                                    |  |  |       |  |  |                      |  |  |                                   |  |
|                                  |                                            | Carlo Luigi di Baden                     | Carolina Luisa d'Assia-Darmstadt                           |  |  |       |  |  |                      |  |  |                                   |  |
| Carolina di Baden                |                                            | Carlo Luigi di Baden                     |                                                            |  |  |       |  |  |                      |  |  |                                   |  |
|                                  |                                            | Amalia d'Assia-Darmstadt                 | Luigi IX d'Assia-Darmstadt                                 |  |  |       |  |  |                      |  |  |                                   |  |
|                                  |                                            | Amalia d'Assia-Darmstadt                 | Luigi IX d'Assia-Darmstadt                                 |  |  |       |  |  |                      |  |  |                                   |  |
|                                  |                                            | Amalia d'Assia-Darmstadt                 | Carolina del Palatinato-Zweibrücken-Birkenfeld             |  |  |       |  |  |                      |  |  |                                   |  |
|                                  |                                            | Amalia d'Assia-Darmstadt                 |                                                            |  |  |       |  |  |                      |  |  |                                   |  |